# Juana Manuela Laso de Eléspuru
Juana Manuela Laso de Eléspuru, (Tacna, 25 de diciembre de 1819 - Lima, 9 de abril de 1905) fue una escritora y periodista peruana.

## Biografía
Hija de Benito Laso y Juana Manuela de los Ríos. Hermana del pintor Francisco Laso. Nacida en Tacna, se educó en Lima bajo la vigilancia de su padre, que era un connotado periodista, magistrado y político liberal. Desde temprana edad se aficionó por la literatura. De otro lado, estimuló y protegió la vocación artística de su hermano menor.
El 8 de mayo de 1839 casó con el entonces sargento mayor Norberto Eléspuru, que llegó a ser general del ejército peruano. De esta unión nació Juan Norberto Elespuru Laso de la Vega, que también llegó a ser general, así como senador de la República y ministro de Estado.
Alternó las tareas domésticas con la creación literaria. Colaboró en revistas y semanarios como La Alborada, El Correo del Perú y El Perú Ilustrado.
Asistió a las veladas que en Lima presidía la escritora argentina Juana Manuela Gorriti (1876). Fue miembro activo del Club Literario, el Círculo Literario de Arequipa y el Ateneo de Lima. Pero cuando enviudó en 1886, optó por mantenerse alejada de la vida social literaria.

## Obra literaria
- Amor a la libertad, comedia estrenada el 9 de diciembre de 1851, durante las celebraciones por el aniversario de la batalla de Ayacucho.[2]
- El deseo de figurar, petipieza teatral, publicada en el semanario La Alborada (1874).[2]